# Ricuzenius pinetorum
Ricuzenius pinetorum és una espècie de peix pertanyent a la família dels còtids.

## Descripció
- Fa 6 cm de llargària màxima.[4][5]

## Hàbitat
És un peix marí, demersal i de clima subtropical que viu fins als 60 m de fondària.

## Distribució geogràfica
Es troba al Pacífic nord-occidental: el Japó i Corea del Sud.

## Observacions
És inofensiu per als humans.